# Військова нагорода

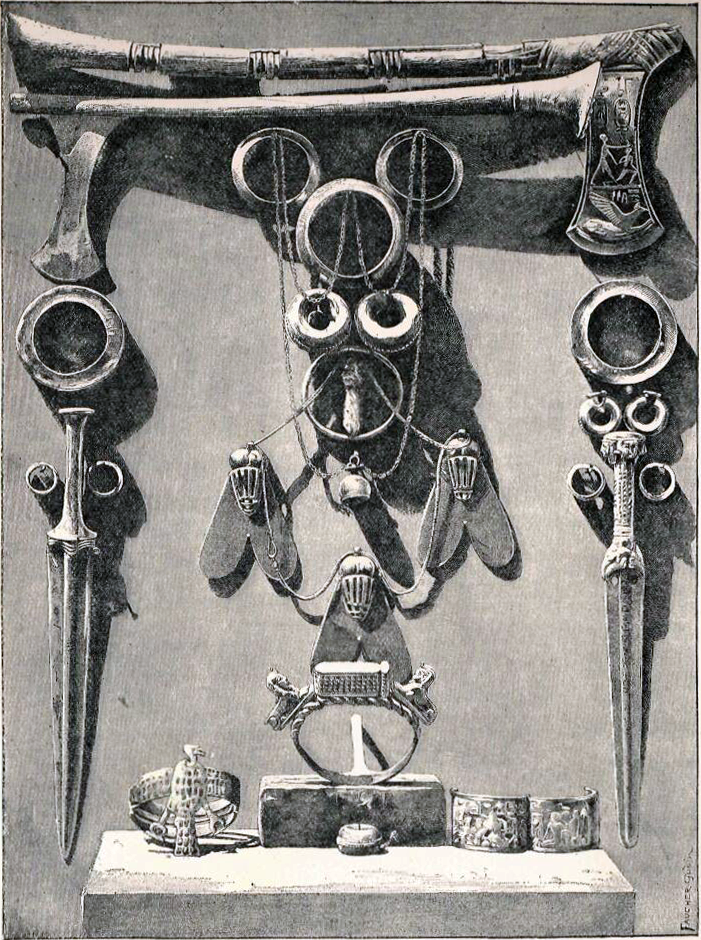
Золоті мухи — одна з перших нагород епохи давньоєгипетської цариці Яххотеп. Нове царство XVI століття до н. е.. Каїрський єгипетський музей. Світлина 1901

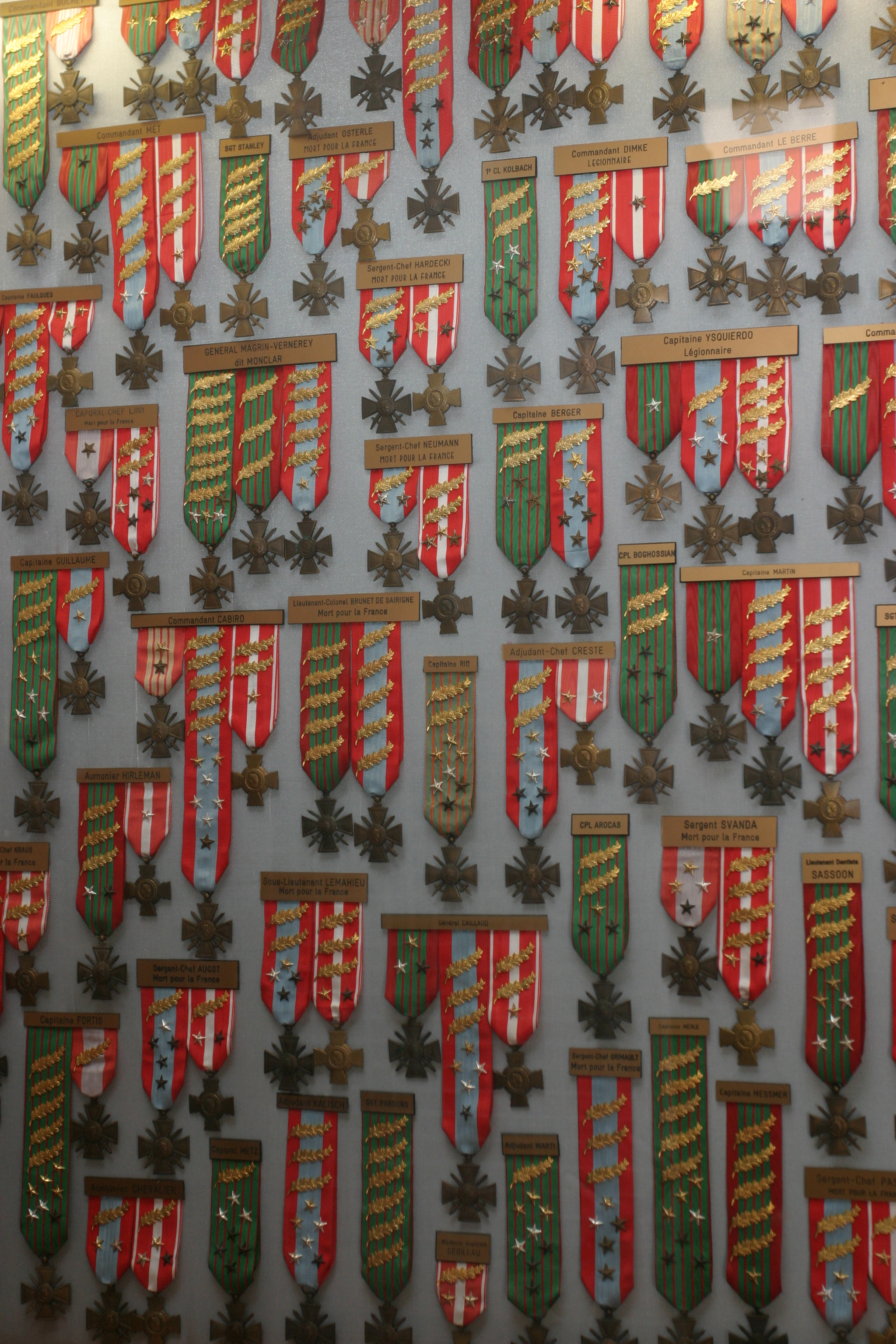
Стенд з військовими нагородами Іноземного легіону. Музей Французького Іноземного Легіону. 2007

Військова нагорода — нагорода військовослужбовцям, військовим частинам (кораблям), різновид заохочення морального чи матеріального характеру за військові відзнаки в боях, розумну ініціативу і старанність по службі в мирний час.

## Історія
Військові нагороди відомі з найдавніших часів. Найстарішими зразками військових нагород відомі Золотий комір часів Стародавнього Царства з 28 по 22 століття до н. е. та Золоті мухи, що існували як нагорода за часів Нового Царства у 1552—1069 до н.е.
Вже в античну епоху у перших державах того часу з'являється струнка система військових нагород. Так, в армії Давнього Риму воїни, що відзначилися в битві та проявили особливу хоробрість в бою, окрім підвищення по службі, збільшення платні, участі в розподілі військових трофеїв отримували особливі відзнаки: за бойові подвиги вони отримували право носити золоті або срібні браслети на руках, ланцюжки на шиї, медальйони із зображенням полководця або голови божества. Вищими відзнаками служили вінки за порятунок життя товариша в битві, за «сходження» першим на стіну ворожого міста або вал ворожого укріплення. Найпочеснішою військовою нагородою вважався лавровий вінок тріумфатора, яким вшановувався полководець, що здобув перемогу над ворожою армією.
У Середньовіччя в арміях багатьох держав набуло поширення нагороджувати воїнів  земельними наділами, грошима, коштовностями, зведенням в лицарське звання тощо. У Київській Русі у 10-12 століттях воїни за бойові заслуги та подвиги нагороджувалися шийними гривнами (металевими обручами з бронзи, заліза, срібла або золота, що носяться на шиї), обладунками, золотим і срібним посудом, хутрами, шубами, наділами землі, грошима і навіть їстівними припасами. З 15 ст. військових за ратні подвиги стали нагороджуватися золотими медалями-монетами.
У Західній Європі з'явився новий вид відзнаки, що отримав згодом назву орден. Утворилися поняття знаки ордена, які охоалювали хрест і зірку.
У Російській імперії за Петра I система нагород для заохочення військовиків набула впорядкування, була введена практика нагородження медалями та орденами. Пізніше в Росії крім нагородження орденами і медалями міцно утвердилася особлива система військових нагород для класних чинів (офіцерів, генералів і військових чиновників). Для них існувало багато видів нагород і особливих заохочень: найвище благовоління, яким могли бути відзначені генерали, адмірали та офіцери (для того, що отримав цю нагороду скорочувався на один рік термін, встановлений для отримання чергових звань (чинів) і орденів за вислугу років); дострокове присвоєння чергових військових звань за особливі відмінності у воєнний час; присвоєння військового звання через чин за особливо видатні військові заслуги; переведення до лейб-гвардії офіцерів армійських частин за бойові відзнаки у воєнний час і, як виняток, у мирний час; нагородження нагрудною відзнакою за сумлінну службу; вручення подарунків; дарування спадкового або особистого дворянства, одноразових грошових нагород та земельних наділів; нагородження пам'ятними медалями на честь походів, битв, воєн, кампаній, урочистостей та ювілеїв; нагородження аксельбантами (до 1866); встановлення пенсій, допомоги, надання права носіння воєнного мундира по виході у відставку тощо. За відставки офіцери (до підполковника включно), які прослужили у відповідному званні не менше 5 років, як нагороду отримували чергове звання. Іноді цією нагородою вшановували полковників та генералів.
У сучасності до військових нагород різних країн відносяться:
- ордени, хрести, медалі;
- нагрудні знаки, заохочувальні відзнаки, почесні нагрудні знаки і значкі;
- нашивки;
- почесні грамоти;
- цінні подарунки та грошові премії;
- іменна зброя (холодна та вогнепальна);
- нагороди для військових формувань, установ та організацій тощо.